# Mentzelia lagarosa
Mentzelia lagarosa är en brännreveväxtart som först beskrevs av K.H.Thorne, och fick sitt nu gällande namn av J.J.Schenk och L.Hufford. Mentzelia lagarosa ingår i släktet Mentzelia och familjen brännreveväxter. Inga underarter finns listade i Catalogue of Life.